# Tommy Flanagan
Thomas Lee "Tommy" Flanagan (16. marts 1930 i Detroit, Michigan – 16. november 2001 i New York City, USA) var en amerikansk jazzpianist. 
Flanagan var nok mest kendt for sit virke hos Ella Fitzgerald og på John Coltrane´s pladeindspilning, Giant Steps og Sonny Rollins Saxophone Colossus. 
Han havde i slutningen af 1950'erne sin egen trio med Elvin Jones og Wilbur Little, som indspillede den berømte plade Overseas (1957). Han hører til generationen af bebop og hardbop pianister fra slut 1950´erne og op igennem 1960´erne i den bløde ende. Flanagan spillede også med bl.a. Tal Farlow, Kenny Dorham og Wes Montgomery.